# Milan Kratochvíl (chemik)
Milan Kratochvíl (20. prosince 1924, Stařeč – 13. února 2022, Brno) byl český matematický chemik.

## Biografie
Milan Kratochvíl se narodil v roce 1924 ve Starči, jeho otcem byl řídící učitel Jan Kratochvíl a matkou učitelka Marie Kratochvílová. V roce 1943 maturoval na gymnáziu v Třebíči a následně byl až do konce války totálně nasazen. V roce 1945 nastoupil na studium chemie, kde studium dokončil v roce 1949, a zůstal na fakultě chemické (Vysoká škola technická v Brně) jako odborný asistent katedry biochemie. Od roku 1961 působil jako asistent na fakultě přírodovědecké UJEP (nynější Masarykova univerzita), později získal docenturu a nadále působil na Přírodovědecké fakultě Univerzity Jana Evangelisty Purkyně. Mezi lety 1972 a 1979 pak působil jako samostatný výzkumný pracovník katedry organické chemie. Po roce 1979 byl nucen z fakulty odejít, stejně tak od roku 1968 mu nebylo umožněno vydávat texty. Mezi lety 1979 a 1990 pak pracoval ve Výzkumném ústavu čistých chemikálií – Lachema.
Od roku 1990 opět působil na katedře organické chemie PřF a roku 1991 byl jmenován profesorem oboru organická chemie. V roce 1999 přestal přednášet a vést semináře a byl roku 2001 jmenován emeritním profesorem.
V roce 2007 obdržel čestné občanství městysu Stařeč.

## Dílo
Milan Kratochvíl je autorem 24 učebnic a mnoha vědeckých prací. Věnoval se primárně studiu chemických reakcí a reaktivity kyslíkatých heterocyklických sloučenin, později se věnoval i studiu logické struktury chemie a tvorbou matematického modelu. Byl členem Československé společnosti chemické (od 1948), vědecké rady přírodovědecké fakulty MU (od 1969) a státní komise pro udělování vědeckých hodností a profesorských řízení.

## Ocenění
- Čestné uznání ČSVTS – 1985
- Zlatá medaile Masarykovy university – 1990
- Zlatá medaile Slovenské vysoké školy technické v Bratislavě – 1989
- „Hanušova medaile“ – 1990[6]
- Pamětní medaile J. E. Purkyně
- Cena Vojtěcha Šafaříka za zásluhy o chemii a Chemickou společnost
- Pamětní medaile Univerzity Palackého v Olomouci